# Cortes de Monzón (1510)
Las Cortes de Monzón de 1510 fueron convocadas por Fernando II el Católico con la finalidad de financiar las campañas africanas y se celebraron entre mayo y septiembre de 1510.
Entre 1505 y 1510 con las campañas africanas de la corona se había conquistado Mazalquivir, Orán, Bugía y Trípoli. El rey demandaba apoyo económico para continuar y mantener los territorios apresados.
Las Cortes le concedieron 220.000 libras con la contrapartida de tener libre comercio en el norte de África.
Otros temas de importancia política tratados fueron:
- Se encargó un censo de los fuegos valencianos.
- Fernando II, el 31 de agosto de 1510, dio un privilegio en el cual declaraba que, dado que había dado entrada a los militares en el gobierno de la ciudad de Barcelona, de igual forma reconocía a sus ciudadanos honrados sus antiguos privilegios militares y tenían que formar parte en las Cortes, donde entraban y votaban por brazo real.
- Se garantizó que los moros valencianos no serían forajidos ni obligados a hacerse cristianos, en contra del edicto de 1502 que puso a los moros en la disyuntiva de bautizarse o de ser expulsados. En el Reino de Aragón, y sobre todo en el Reino de Valencia, la economía agraria descansaba sobre la mano de obra musulmana. La nobleza territorial sacaba el mejor provecho, ya que la mayoría de los moros les eran vasallos.
- Se concedió al Consejo de Ciento la facultad de cuidar de la salud pública en casos de epidemia dotando a los consejeros de poderes extraordinarios, incluso delante del Lugarteniente, diputados y otras autoridades, en estas circunstancias.

Se trataron también temas de orden interno como los criterios de documentación y archivo indicando que: Todos los documentos expedidos por las Cortes, van sellados y firmados por los presidentes de los tres Brazos. Los procesos o actas generales se guardaron en el Archivo de la Corona de Aragón; los del Brazo Eclesiástico en el Arzobispado de Tarragona, los del Militar en el de la Diputación General de Cataluña, y los del Popular en el del Consejo de Ciento de Barcelona, con el bien entendido de que los escribanos no serán pagados con remuneración alguna hasta que hayan puesto los dichos Procesos en sus lugares correspondientes. También se determinó las responsabilidades de los funcionarios públicos y alguaciles si cometían abusos de poder, castigándolos con una multa y la inhabilitación del cargo.
| Predecesor: Cortes de Tarazona (1484)  | Cortes Generales de la Corona de Aragón 1510 | Sucesor: Cortes de Monzón (1512) |
| Predecesor: Cortes de Zaragoza (1502)  | Cortes de Aragón 1510                        | Sucesor: Cortes de Monzón (1512) |
| Predecesor: Cortes de Barcelona (1503) | Cortes Catalanas 1510                        | Sucesor: Cortes de Monzón (1512) |
| Predecesor: Cortes de Tarazona (1484)  | Cortes del Reino de Valencia 1510            | Sucesor: Cortes de Monzón (1512) |